# Titani(II) chloride
Titan(II) chloride là hợp chất vô cơ có công thức hóa học TiCl2. Chất rắn màu đen chỉ được nghiên cứu ở mức độ vừa phải, có thể là do nó có khả năng phản ứng cao. Ti(II) là một chất khử mạnh: nó có ái lực cao với oxy và phản ứng không thuận nghịch với nước tạo ra H2. Quá trình chuẩn bị thông thường là sự cân bằng nhiệt của TiCl3 ở 500 ℃. Sản phẩm cuối thu được bằng cách loại bỏ TiCl4 dễ bay hơi:
2TiCl3 → TiCl2 + TiCl4
Phương pháp tương tự như phương pháp chuyển VCl3 thành VCl2 và VCl4.
TiCl2 kết tinh dưới dạng cấu trúc CdI2. Do đó, các tâm Ti(II) được phối trí theo hình bát diện với sáu phối tử chloride.

## Các dẫn xuất
Phức chất phân tử được biết đến như TiCl2(chel)2, trong đó chel là DMPE (CH3)2PCH2CH2P(CH3)2 và TMEDA ((CH3)2NCH2CH2N(CH3)2). Các phức này được điều chế bằng cách khử các phức Ti(III) và Ti(IV) liên quan.
Hiệu ứng điện tử bất thường đã được quan sát thấy ở các phức: TiCl2[(CH3)2PCH2CH2P(CH3)2]2 là thuận từ với một bộ ba trạng thái cơ bản, nhưng Ti(CH3)2[(CH3)2PCH2CH2P(CH3)2]2 nghịch từ.
Một phức trạng thái rắn của TiCl2 là Na2TiCl4, đã được chuẩn bị bởi phản ứng của Ti kim loại với TiCl3 trong NaCl. Loài này có một cấu trúc chuỗi tuyến tính, trong đó một lần nữa các tâm Ti(II) là hình bát diện với các halogen đầu cuối, hướng trục.

## Hợp chất khác
TiCl2 còn tạo một số hợp chất với NH3, như TiCl2·4NH3 là chất rắn màu xám ngọc, phân hủy ở 300 °C (572 °F; 573 K) tạo ra amonia và amoni chloride.